# John M. Crebs
John Montgomery Crebs, född 9 april 1830 i Middleburg i Virginia, död 26 juni 1890 i Carmi i Illinois, var en amerikansk politiker (demokrat). Han var ledamot av USA:s representanthus 1869–1873.
Crebs efterträdde 1869 Green B. Raum som kongressledamot och efterträddes 1873 av John McNulta.
Crebs är begravd på Maple Ridge Cemetery i Carmi i Illinois.